# フェルラン・メンディ
- フェルラン・メンディ
- フェルラン・マンディ

フェルラン・メンディ（Ferland Mendy, フランス語発音: [fɛrlɑ̃ mɑ̃di], 1995年6月8日 - ）は、フランス・イヴリーヌ県ムラン・アン・イヴリーヌ出身のサッカー選手。ラ・リーガ・レアル・マドリード所属。フランス代表。ポジションはディフェンダー。

## 経歴

### クラブ
1995年6月、パリ近郊のムラン・アン・イヴリーヌにてフランスに移住したセネガル人の両親の間に誕生。9歳からパリ・サンジェルマンFCの下部組織に加入したが、11歳の時に父親が他界、14歳の時には腰に重傷を負う悲劇に見舞われた。選手生命も危惧されるほどの重傷であったが1年近い過酷なリハビリを経て復帰。その後、パリ近郊のクラブ、FCマントワでの活躍がスカウトの目に止まった。メンディは、2013年に育成に定評のあるル・アーヴルACに引き抜かれた。2016-17シーズンにはリーグ・ドゥで35試合に出場。
2017年6月、リーグ・アンの強豪、オリンピック・リヨンへ移籍する。契約期間は5年間で移籍金は500万ユーロ。リヨン加入後はその才能を本格的に開花させた。持ち前の驚異的な身体能力を生かした攻撃力を見せて2017-18シーズンは27試合出場、4アシストを記録。この活躍を受けリヨンは、メンディとの契約を2023年まで延長した。2年目の2018-19シーズンは公式戦44試合出場3ゴール、3アシストを記録。リーグ・アンのスタッツでは全DFの中で2位のドリブル成功率、UEFAチャンピオンズリーグでもDFとして最高の成績を残したと報じられ、2018年11月にはフランス代表デビューも飾っている。この活躍を受け、FCバルセロナや元フランス代表のジネディーヌ・ジダンが監督を務めるレアル・マドリードが注目していると報じられた。
2019年6月12日、スペインのレアル・マドリードに移籍することが発表された。契約期間は6年間で移籍金は4800万ユーロ（当時のレートで約59億円）＋出来高と報じられた。加入後、半年ほどで高い身体能力を生かした守備が評価され、チャンピオンズリーグなどの重要な試合でスターティングメンバーに名を連ねるなどジネディーヌ・ジダン監督の信頼を勝ち取り、2010年代世界最高のサイドバックとしてレアル・マドリードの左サイドに君臨し続けていたマルセロからレギュラーを奪った。
2020-2021シーズンも引き続き左サイドバックのレギュラーとしてプレイしていたが、2021年4月の練習中に左足の違和感を訴え、検査した結果、同月17日に脛骨骨膜炎（陸上競技の選手に多いとされる）と発表された。当初は全治6週間前後と報じられていたが、報道よりも重症だったようで復帰したのは2021年10月の第10節対FCバルセロナ戦で全治に6ヵ月近くを要した。

### 代表
2018年11月、負傷したバンジャマン・メンディの代役としてフランス代表に初召集される。ウルグアイ代表戦で代表デビューを果たした。

## 個人成績

### クラブ
2021年8月10日時点
| クラブ             | シーズン | リーグ       | リーグ戦 | リーグ戦 | カップ戦 | カップ戦 | リーグ杯 | リーグ杯 | 国際大会 | 国際大会 | その他 | その他 | 合計 | 合計 |
| クラブ             | シーズン | リーグ       | 出場     | 得点     | 出場     | 得点     | 出場     | 得点     | 出場     | 得点     | 出場   | 得点   | 出場 | 得点 |
| ------------------ | -------- | ------------ | -------- | -------- | -------- | -------- | -------- | -------- | -------- | -------- | ------ | ------ | ---- | ---- |
| ル・アーヴル       | 2014-15  | リーグ・ドゥ | 1        | 0        | 0        | 0        | 0        | 0        | -        | -        | 0      | 0      | 1    | 0    |
| ル・アーヴル       | 2015-16  | リーグ・ドゥ | 11       | 0        | 1        | 0        | 0        | 0        | -        | -        | 0      | 0      | 12   | 0    |
| ル・アーヴル       | 2016-17  | リーグ・ドゥ | 35       | 2        | 1        | 0        | 2        | 0        | -        | -        | 0      | 0      | 38   | 2    |
| ル・アーヴル       | 通算     | 通算         | 47       | 2        | 2        | 0        | 2        | 0        | -        | -        | 0      | 0      | 51   | 2    |
| リヨン             | 2017-18  | リーグ・アン | 27       | 0        | 0        | 0        | 1        | 0        | 7        | 0        | 0      | 0      | 35   | 0    |
| リヨン             | 2018-19  | リーグ・アン | 30       | 2        | 4        | 1        | 2        | 0        | 8        | 0        | 0      | 0      | 44   | 3    |
| リヨン             | 通算     | 通算         | 57       | 2        | 4        | 1        | 3        | 0        | 15       | 0        | 0      | 0      | 79   | 3    |
| レアル・マドリード | 2019-20  | プリメーラ   | 25       | 1        | 0        | 0        | -        | -        | 5        | 0        | 2      | 0      | 32   | 1    |
| レアル・マドリード | 2020-21  | プリメーラ   | 26       | 1        | 0        | 0        | -        | -        | 11       | 1        | 1      | 0      | 38   | 2    |
| レアル・マドリード | 通算     | 通算         | 51       | 2        | 0        | 0        | -        | -        | 16       | 1        | 3      | 0      | 70   | 3    |
| 総通算             | 総通算   | 総通算       | 155      | 6        | 6        | 1        | 5        | 0        | 31       | 1        | 3      | 0      | 200  | 8    |

| クラブ        | シーズン | リーグ | リーグ戦 | リーグ戦 | 合計 | 合計 |
| クラブ        | シーズン | リーグ | 出場     | 得点     | 出場 | 得点 |
| ------------- | -------- | ------ | -------- | -------- | ---- | ---- |
| ル・アーヴルB | 2013-14  | CFA2   | 20       | 0        | 20   | 0    |
| ル・アーヴルB | 2014-15  | CFA2   | 23       | 0        | 23   | 0    |
| ル・アーヴルB | 2015-16  | CFA2   | 13       | 1        | 13   | 1    |
| 総通算        | 総通算   | 総通算 | 56       | 1        | 56   | 1    |

### 代表
- 国際Aマッチ 7試合 0得点（2018年- ）

| フランス代表 | 国際Aマッチ | 国際Aマッチ |
| 年           | 出場        | 得点        |
| ------------ | ----------- | ----------- |
| 2018         | 1           | 0           |
| 2019         | 3           | 0           |
| 2020         | 3           | 0           |
| 通算         | 7           | 0           |

## タイトル

### クラブ
レアル・マドリード
- プリメーラ・ディビシオン：3回（2019-20, 2021-22, 2023-24）
- スーペルコパ・デ・エスパーニャ：3回（2019, 2022, 2023）
- UEFAチャンピオンズリーグ：2回（2021-22, 2023-24）
- UEFAスーパーカップ：2回（2022, 2024）

### 個人
- リーグ・ドゥ チーム・オブ・ザ・イヤー（2016-17）
- リーグ・アン チーム・オブ・ザ・イヤー（2017-18, 2018-19）